# École néoclassique
Pour les articles homonymes, voir Néoclassique.
L'école néoclassique est une école de pensée économique dont la thèse centrale est que les marchés disposent de mécanismes autorégulateurs qui, en l'absence d'intervention extérieure, conduisent à l'optimum économique ; l'État n'a ainsi qu'un rôle très mineur à jouer dans le domaine économique. Fondée par les économistes marginalistes Léon Walras, William Stanley Jevons et Carl Menger à la fin du XIXe siècle, elle a dominé la science économique jusqu'à l'avènement du keynésianisme amendé. L'école s'est ensuite en partie fondue dans la synthèse néoclassique, qui a synthétisé des pans de la théorie keynésienne avec des modèles néoclassiques.
L'expression de « néoclassique » est aussi le nom générique donné aux différentes écoles de pensées postérieures au néoclassicisme de la fin du XIXe et du début du XXe siècle. Le monétarisme de Milton Friedman et la nouvelle économie classique sont ainsi parfois qualifiées de néoclassiques.

## Histoire

### Émergence et premiers modèles
L'école classique a dominé la science économique depuis la fin du XVIIIe siècle. La théorie des avantages comparatifs de David Ricardo, la loi des débouchés de Jean-Baptiste Say, la loi de la gravitation d'Adam Smith, ainsi que le postulat des rendements décroissants en forment le socle théorique. L'école classique semble toutefois dépassée à partir des années 1850, et déjà les écrits de John Stuart Mill semblent préfigurer une évolution marquée de l'école classique.
Dans les années 1870, des programmes de recherche commencés dans la décennie précédente se trouvent concrétisés dans des ouvrages majeurs, sortis à quelques années d'écart, sans coordination entre les auteurs. Carl Menger publie ses Principes d'économie en 1871, posant à la fois les bases de l'école néoclassique et de l'école autrichienne. La même année, William Stanley Jevons publie sa Théorie de l'économie politique. Enfin, en 1874, Léon Walras crée le socle théorique de la pensée néoclassique dans ses Éléments d'économie politique pure. Ces économistes apportent deux grandes nouveautés : l'individualisme méthodologique analyse le groupe en partant d'une analyse individuelle généralisée, et le marginalisme, qui permet de raisonner « à la marge », c'est-à-dire d'observer l'effet de l'ajout d'une unité supplémentaire.
L'apport méthodologique premier des néoclassiques demeure la mathématisation de la réflexion économique. Le marginalisme exige des calculs précis ; les premiers néoclassiques ont souvent une formation de mathématicien. Cette dominante mathématique doit toutefois être nuancée chez certains auteurs, car Menger rejette l'usage des mathématiques pour se consacrer à la théorie.
Ces économistes rompent avec les classiques sur plusieurs points. Cela leur permet de s'affirmer comme une école indépendante, et non pas comme une simple continuation. La première rupture est au sujet de la valeur travail. Les néoclassiques remarquent que les biens se vendent à des prix élevés alors que la quantité de travail nécessaire pour les produire ne fait que diminuer grâce à l'automatisation: face aux classiques, les néoclassiques soutiennent dès lors que la valeur d'échange fixe le prix du bien.

### Confirmation et renforcement
L'école néoclassique se renforce au tournant du XXe siècle. Des économistes de cette époque, tels qu'Alfred Marshall ou Arthur Cecil Pigou, utilisent les bases de leurs prédécesseurs néoclassiques pour repousser les limites de la connaissance économique.
C'est à partir de cette époque que ces nouveaux classiques obtiennent le nom de néoclassique, sous la plume de Thorstein Veblen (1900),. Il désigne à l'origine les auteurs qui intègrent la révolution marginaliste, et inclut les économistes de l'école autrichienne (Friedrich Hayek, Ludwig von Mises, etc.) Les néoclassiques se caractérisent alors généralement par trois critères : un individualisme méthodologique (la théorie se base sur l'individu en tant qu'agent économique disposant d'un certain degré de rationalité) ; l'instrumentalisme méthodologique (le comportement est déterminé par les préférences des agents) ; enfin, la théorie est typiquement dirigée vers la recherche de l'équilibre.
À partir des années trente, et à la suite des travaux de John Hicks et de Paul Samuelson, des économistes néoclassiques vont incorporer leurs idées dans un cadre keynésien, et mélanger les apports des premiers avec ceux des secondes. La synthèse néoclassique (ou « néokeynésianisme ») émerge et devient la nouvelle école dominante jusqu'aux années 1970. Le rapprochement entre keynésiens et néoclassiques conduit progressivement les économistes de l'école autrichienne à se considérer comme une école hétérodoxe hors de l'école néoclassique.

### Postérité
Si l'école néoclassique se retrouve en partie fondue dans la synthèse néoclassique, certains auteurs se montrent plus réticents à accepter les conclusions keynésiennes, et continuent de développer leurs propres théories parallèlement. Ils font alors figure d'hétérodoxes. Leurs théories vont toutefois devenir de plus en plus populaires au sein de la profession économique, au fur et à mesure que la synthèse néoclassique montrera ses propres failles. Les néoclassiques inspirent notamment les néo-walrasiens, qui vont augmenter la théorie de l'équilibre général (Kenneth Arrow, Gérard Debreu). Ils fournissent également les bases d'une réflexion mêlant économie et science politique au sein de l'école des choix publics (James M. Buchanan, Gordon Tullock).
La plus importante postérité des néoclassiques se trouve toutefois au sein de deux écoles majeures de la pensée libérale du XXe siècle. Il s'agit, tout d'abord, des monétaristes, emmenés par Milton Friedman et Anna Schwartz ; ensuite, de la nouvelle économie classique, dont les membres les plus éminents sont Robert Lucas Jr, Finn E. Kydland et Edward C. Prescott. Dans le domaine de l'analyse économique du droit, l'école de Chicago (George Stigler, Gary Becker) adopte une méthodologie inspirée des néoclassiques.
Certaines des idées des auteurs néoclassiques et de la postérité ont, avec le temps et par abus de langage, été appelés « néolibéraux », contribuant à la confusion idéologique entre le libéralisme économique, l'école néoclassique, et les successeurs de l'école néoclassique.[réf. nécessaire]

## Fondements théoriques

### Naturalisme
Les néoclassiques considèrent que les phénomènes économiques peuvent et doivent être étudiés à l’aide des mêmes méthodes que les phénomènes physiques. La science économique doit s'inspirer des sciences de la nature, comme la science physique, pour atteindre un degré d'exactitude similaire.
Cette volonté de rapprochement avec les sciences dites dures se traduit également par une plus stricte séparation entre ce qui relève de l'économie et ce qui relève de la morale, ou encore de l'éthique. Walras affirme ainsi vouloir construire une science qui ne traite pas de choix moraux, mais des faits tels qu'ils sont. Ce qui est alors appelé économie politique commence à être simplement appelé « économie ». Cette nouvelle économie, souvent appelée « économie pure », rompt avec la tradition économique et évacue les problèmes liés à la justice sociale pour les confier à la philosophie politique.

### Rationalité des acteurs
Les agents sont considérés comme rationnels, calculateurs et maximisateurs. Leurs préférences peuvent être clairement identifiées et quantifiées. Ils cherchent à maximiser l'utilité ou la satisfaction des biens consommés, tandis que les entreprises cherchent à maximiser leur profit, et uniquement cela.
Selon la théorie du consommateur, l’individu adopte une attitude rationnelle visant à maximiser son utilité. À chaque dépense, il compare l’utilité marginale des biens afin de hiérarchiser ses préférences et s’oriente vers le plus utile. Cette étude de l’individu, comme producteur ou consommateur rationnel et autonome, rejoint le principe de l’individualisme méthodologique.

### Société d'individus
Parce que les néoclassiques adoptent la perspective de l'individualisme méthodologique, ils pensent la société comme une agrégation d'individus et non comme une société de classes. Ils se distinguent ainsi des classiques, qui adoptaient une perspective basée sur une tripartition sociale entre les détenteurs du facteur travail, du facteur capital, et des ressources terriennes. Ainsi, les comportements individuels ne relèvent jamais d'une logique de classe.

### Fonctionnement des marchés
Les néoclassiques fondent leur analyse sur l'hypothèse de la concurrence pure et parfaite. Les agents économiques agissent chacun indépendamment sur les marchés, et ce à partir d'une information complète et pertinente (condition de la transparence).
L’économie néoclassique met l’accent sur les situations d’équilibre, considérées comme les solutions aux problèmes de maximisation des agents. Les phénomènes généraux, collectifs, sont déterminés par l’agrégation des comportements individuels des agents, une position appelée individualisme méthodologique. Les institutions, dont on peut penser a priori qu’elles conditionnent les comportements individuels, ne reçoivent que peu d’attention.

### Déterminant de la valeur
Les néoclassiques rompent avec l'école classique sur la question de la détermination de la valeur. Elle ne provient pas du travail nécessaire à la production du bien, mais sur l'utilité que le bien procure (la valeur que le consommateur lui attribue pour atteindre sa fin grâce à lui). Jevons se sépare ainsi radicalement de la théorie objective de la valeur-travail d'Adam Smith en affirmant : « le travail, une fois qu’il a été dépensé, n’a pas d’influence sur la valeur future d’un objet : il a disparu et est perdu pour toujours ».

### Pensée marginale
La pensée néoclassique se fonde sur un outil d'analyse économique puissant qu'est le marginalisme. Ce raisonnement à la marge permet de redéfinir la valeur d'un bien, et de modifier l'évaluation de son utilité.
L'école classique avait échoué à répondre au paradoxe de l'eau et du diamant : si la valeur d'un bien correspond à son utilité, comment se fait-il que l'eau ait un prix faible, et le diamant, un prix élevé ? Le marginalisme permet de répondre : si nous raisonnons à la marge, la dernière utilité qui sera produite d'eau aura une valeur infiniment plus faible que celle du diamant.

### Mathématisation
Si l'économie reposait auparavant sur des calculs simples et des descriptions détaillées, les néoclassiques inaugurent véritablement l'utilisation des mathématiques comme outil d'analyse économique. Walras écrit dans l'une de ses correspondances que « l’introduction de la mathématique dans l’économie politique est une révolution scientifique… ». Cette utilisation débouche sur une forme plus aboutie de la notion d’équilibre économique, bien que tout repose sur des hypothèses imparfaitement vérifiées. La notion d’équilibre général est créée par Walras dans son Traité d’économie politique pure de 1874.
Le néoclassicisme voit aussi l'apparition de l'usage massif de dérivées (utilité marginale, productivité marginale, coût marginal…).

### Monnaie
L'école néoclassique n'est pas unanime sur la question de la monnaie. La majorité des premiers auteurs néoclassiques adopte l'idée de la neutralité de la monnaie, et Carl Menger semble y être l'exception. Les néoclassiques considèrent généralement que la monnaie, en tant que simple « voile », a pour fonction unique de fluidifier les échanges ; le volume en circulation n'a pas d'effet sur les variables réelles, comme le revenu réel (le revenu nominal moins l'inflation), l’investissement, l’épargne, etc.
Irving Fisher, fondateur de la théorie quantitative de la monnaie, reconnaît qu’il ne fait « qu’apporter une restauration et une amplification de la vieille théorie quantitative de la monnaie » avec son équation (1911) : MV = PT (M = masse monétaire, V = vitesse de circulation de la monnaie, P = niveau général des prix, T = volume des transactions). Il est à remarquer que pour cet auteur, la monnaie n'est pas neutre : toute augmentation de la masse monétaire (M) (en supposant que V et T sont constants, ce qui n'est pas loin de la réalité) implique une augmentation du niveau général des prix (P) (l'inflation) et donc une baisse du revenu réel.

## Concepts clefs

### Marché du travail
La théorie néoclassique redéfinit le marché du travail. Elle conceptualise la décision de recrutement depuis le point de vue individuel de l'entreprise. Selon la théorie, les entreprises génèrent une demande de travail, qui répond à l'offre de travail des travailleurs. Les entreprises embauchent tant que la productivité marginale du travail (c’est-à-dire la production du dernier salarié embauché) est supérieure au salaire proposé. Le producteur embauche de plus en plus de travailleurs, mais les coûts étant croissants, il s'arrête au moment où la productivité marginale d'un salarié supplémentaire est égale au salaire payé.

### Chômage
Les néoclassiques développent une théorie du chômage volontaire. Les employés, qui offrent leur force de travail, le font en fonction d'un calcul maximisateur. Si l'effort réalisé en tant que salarié produit une utilité inférieure au loisir, c'est-à-dire au fait de ne pas travailler, alors il ne travaillera pas. A l'inverse, si le travail est jugé apporter plus d'utilité que le loisir, alors l'employé préférera le travail au loisir.

### Équilibre général et équilibre partiel
Les néoclassiques mènent des recherches au sujet de la possibilité pour les marchés de se trouver tous à l'équilibre en même temps. Un tel équilibre impliquerait un équilibre sur tous les marchés de biens, et sur le marché du travail. Léon Walras écrit une démonstration de la possibilité de l'équilibre général, mais n'arrive pas à la conclure. Sa démonstration sera revue des décennies plus tard dans le cadre du modèle Arrow-Debreu.
Tous les néoclassiques n'acceptent toutefois pas la thèse de l'équilibre général. Alfred Marshall propose une théorie de l'équilibre partiel, qui paraît moins éloigné de la réalité du fonctionnement des marchés.

## Thèses

### Fonctionnement des marchés
Les néoclassiques construisent une théorie de l’allocation des ressources rares à des fins alternatives, ce qu’ils considèrent généralement comme la définition de la discipline économique. Les prix, les quantités produites et la distribution des revenus résultent du fonctionnement du marché selon l’offre et la demande.
Sur un marché de concurrence pure et parfaite, chaque facteur de production reçoit l’égal de ce qu’il apporte, d'où une juste rémunération des facteurs de production. Cette démonstration cherche donc à infirmer la théorie de la plus-value des marxistes. Dans de telles conditions, le profit tend à s'annuler.

### Autorégulation des marchés
Une des thèses principales de l'école néoclassique est que les marchés disposent de mécanismes autorégulateurs qui assurent son bon fonctionnement à long terme. Cela ne signifie pas que l'économie puisse subir des chocs à court terme ; mais ces chocs ne sont que le résultat de frottements passagers. La théorie économique, elle, se concentre sur ce qui est supposé vrai la plupart du temps, c'est-à-dire que les marchés fonctionnent correctement. Walras écrit par exemple : « comme en mécanique pure, on suppose d'abord des machines sans frottement ». 
Sur les marchés, et notamment les marchés financiers, l'information est censée refléter à tout moment l'intégralité des connaissances disponibles sur l'actif financier. Il s'agit de l'hypothèse des marchés financiers efficients. Cela rend superfétatoire toute politique microprudentielle ou macroprudentielle. Un marché laissé à lui-même tend vers l'optimum de Pareto.

### Répartition du revenu
L'école néoclassique soutient la théorie de la répartition néoclassique, selon laquelle les facteurs de production sont rémunérés selon leur productivité marginale,. Il n'y a ainsi pas de conflit de classe ou de conflit entre les parties prenantes au sujet de la répartition des profits.
Les néoclassiques admettent l'existence d'inégalités dans le revenu et dans la répartition des ressources. Leurs modèles considèrent que les agents les moins dotés en patrimoine vont mécaniquement fournir plus de travail pour gagner plus d'argent.
Contrairement au marxisme, la question de la répartition des ressources n'est pas, chez les néoclassiques, un sujet de conflictualité. De manière optimale, les différents facteurs de production travaillent concomitamment, et partagent les revenus selon leur contribution. Les facteurs de production travail et capital étant successivement rémunérés en fonction de la productivité marginale et du rendement marginal.

### Crises économiques
Pour les néoclassiques, les crises économiques sont liées à des événements extérieurs qui perturbent le bon fonctionnement du marché (interventions publiques, chocs pétroliers…). Ces crises se résolvent d'elles-mêmes pourvu que les marchés soient en situation de concurrence pure et parfaite.
Toutefois, la récurrence de crises à la fin du XIXe et du XXe siècle a contraint les néoclassiques à développer des modèles explicatifs. C'est notamment le cas, en 1933, par Ragnar Anton Kittil Frisch. Les héritiers des néoclassiques au sein de l'école monétariste et de la NEC approfondiront ces travaux.

## Débats et critiques

### Fondements idéologiques
La théorie néoclassique a parfois été critiquée sur la base des a priori et postulats idéologiques qui forment certaines de ses hypothèses et conclusions. Par exemple, la théorie néoclassique considère toujours le travail comme un coût et non une source de profit ; aussi, le travail est assimilé à une peine. Aussi, l'économie néoclassique évacue les questions liées aux rapports de force et de pouvoir. Comme l'écrit John Kenneth Galbraith, « Éludant le pouvoir, en faisant de l'économie une discipline non politique, la théorie néoclassique détruit la relation de l'économie au monde réel ».

### Importance du marginalisme
L'identification de l'école néoclassique a été critiquée par Joseph Schumpeter. Selon lui, le marginalisme ne caractérise pas l’essentiel de la démarche néoclassique. Il écrit à ce propos que si « on en vient […] à considérer que le marginalisme était le trait distinctif d’une école particulière […], il n’y a rien qui justifie cette interprétation. Le principe marginal est, en soi, un outil d’analyse ; on ne peut éviter de l’utiliser dès lors qu’advient l’époque de l’utiliser. Marx y aurait eu recours sans la moindre hésitation s’il était né cinquante ans plus tard. Il ne peut pas plus servir à caractériser une école d’économistes que l’usage du calcul ne permet de caractériser une école ou un groupe des savants en mathématiques ou en physique ».

### Rationalité des acteurs
L'école néoclassique a été critiquée sur son utilisation de l'hypothèse de l'homo oeconomicus, c'est-à-dire d'une rationalité humaine, qui peut ne pas être conforme à la réalité empirique. Les héritiers des néoclassiques, à savoir les membres de l'école monétariste et de la nouvelle économie classique, ont, pour la première, refusé le principe d'une rationalité parfaite et immédiate (via le concept d'anticipation adaptative), et, pour la deuxième, l'a accepté et augmenté (via le concept des anticipations rationnelles). Le postulat aboutit à des paradoxes lorsque les agents économiques n'adoptent pas un comportement maximisateur comme prédit ; c'est le cas du paradoxe de Feldstein et Horioka.
La rationalité des employeurs est également l'objet de critiques. La discrimination étant une forme de désutilité pour l'entreprise (car elle perd un travailleur meilleur sur des critères arbitraires), elle ne peut être logiquement intégrée aux modèles néoclassiques. L'existence de discriminations à l'embauche vient contredire ce postulat.

### Coûts de production croissants
La théorie néoclassique de la production est critiquée pour ses hypothèses erronées quant aux motivations des producteurs. Elle suppose que les coûts de production croissants sont la raison pour laquelle les producteurs ne dépassent pas un certain niveau de production. Or des arguments empiriques montrent que les producteurs ne font pas reposer leurs décisions de production sur l’hypothèse de coûts croissants. Par exemple, ils peuvent souvent disposer de capacités inutilisées qui pourraient être mobilisées s’il devenait désirable de produire plus. Il en va de même du schéma idéal néoclassique de maximisation du profit, que les entrepreneurs ne jugent pas systématiquement désirable si elle nuit à la résolution de questions sociales plus larges.
La théorie marginaliste de l'équilibre du producteur a subi une critique en règle partie de l'université d'Oxford en 1939 qui donna lieu à la controverse sur le marginalisme entre les marginalistes et leurs opposants jusqu'au milieu des années cinquante.
La théorie néoclassique est également critiquée pour son biais normatif, alors que, selon ces critiques, elle ne cherche pas à expliquer le monde réel, mais à décrire une utopie peuplée de zombies où s’appliquerait le critère irréel de Pareto-optimalité. Étant donné que ses postulats ne peuvent se vérifier que dans le cadre de la CPP dont les conditions ne sont pas actuellement vérifiées dans la quasi-totalité des marchés, plusieurs critiques considèrent que les enseignements de la théorie ne peuvent aider à expliquer les problèmes économiques contemporains qu'avec une grande précaution et de grands aménagements.

### Mathématisation et abstraction
Il a souvent été critiqué aux néoclassiques de trop faire reposer leurs modèles sur des abstractions. Il en est ainsi de la théorie de l’équilibre général. Nombreux sont ceux qui pensent que toute tentative de représenter un système aussi complexe que l’économie moderne par un modèle mathématique est irréaliste et vouée à l’échec. Une réponse à cette critique a été proposée par Milton Friedman, pour qui les théories doivent être jugées d’après leur capacité à prédire les évènements plutôt que par le réalisme de leurs hypothèses.

### Équilibre général
La théorie néoclassique a souvent été critiquée pour son recours au modèle de l'équilibre général. Ce modèle serait impuissant par construction à décrire une économie qui évolue dans le temps et où le capital joue un rôle essentiel. Ce fut l’objet dans les années 1960 d’un débat entre économistes connu comme « la guerre des deux Cambridge » entre ceux de l'université de Cambridge et du MIT (situé à Cambridge, Massachusetts), où Piero Sraffa et Joan Robinson remettaient en cause les thèses néoclassiques.
D’autres économistes ont étudié la stabilité et l’unicité de l’équilibre général. Le théorème de Sonnenschein énonce que l'équilibre ne peut être stable qu'au prix d'hypothèses trop restrictives, ce qui tend à montrer que l'équilibre général est une construction inutilisable.
Ce théorème montre que les fonctions de demande et d’offre issues du modèle de l'équilibre général de Kenneth Arrow et Gérard Debreu peuvent avoir une forme quelconque, ce qui réfute le résultat de l’unicité et de la stabilité de l’équilibre général. Ainsi pour l'économiste Claude Mouchot, « le théorème de Sonnenschein-Mantel-Debreu montre que l'équilibre général n'est en définitive qu'une construction vide et inutilisable ».

### Hétérogénéité au sein de l'école néoclassique
L'école néoclassique est difficile à cerner, car ses contours sont flous et beaucoup d'économistes néoclassiques ont également contribué à d'autres écoles de pensée (notamment, à la synthèse néoclassique, ou encore à l'école autrichienne).
L'école néoclassique est fréquemment considérée comme essentiellement libérale. Toutefois, son libéralisme est tempéré par une volonté d'encadrer la concurrence pour imposer les conditions de la concurrence dite « pure et parfaite ». Certains auteurs comme Oskar Lange ont même utilisé les thèses néoclassiques pour prôner un contrôle étatique de l'économie, où le jeu du marché serait remplacé par la planification centralisée reposant sur un calcul d'optimisation.

### Enseignement
Des critiques sont régulièrement formulées face à l'importance de l'enseignement, dans les universités et les grandes écoles, des théories et conclusions de l'école néoclassique. L'enseignement de l'économie en France a ainsi fait l'objet de débats. André Orléan a publiquement regretté que l'enseignement de l'économie ne passe, selon lui, que par l'approche néoclassique.
Pour E. Roy Weintraub, si l'école néoclassique représente l'orthodoxie et est enseignée dans les grandes universités, elle le doit à sa capacité à « mathématiser » et à « scientifiser » l'économie ainsi qu'à fournir des indications susceptibles de nous éclairer sur les conduites à suivre. David Flacher (université Paris 13) note cependant que « l'effet est cumulatif : une fois que les orthodoxes sont devenus hégémoniques, ils ont évincé les autres courants ».
Le mouvement international "Rethinking Economics" s'oppose à l'omniprésence de la théorie et de la méthodologie néo-classique dans les départements d'économie. Le mouvement exige que soit introduit dans les cursus un critère de pluralisme critique, et que ce pluralisme soit à la fois théorique, méthodologique et disciplinaire, afin de garantir la neutralité idéologique des enseignements. Les membres de Rethinking Economics plaident pour l'enseignement d'autres écoles de pensées que l'école néoclassique, tel que l'économie écologique, l'économie féministe ou l'économie marxiste.

#### Articles
- (en) Paul Samuelson, 1951, « Principles and rules in modern fiscal policy : a neoclassical reformulation » in Money, Trade and Economic Growth : Essays in Honor of John Henry Williams, ed. H.L Waitzman, Macmillan
- (en) Jaffe, William, « Menger, Jevons, and Walras De-Homogenized », Economic Inquiry, 14, décembre 1976, p. 511-524.
- (en) David Colander, « The Death of Neoclassical Economics » Journal of the History of Economic Thought 2000, vol. 22, juin.
- Bernard Guerrien, « La microéconomie est-elle utile ? », Cahiers français, no 327, juillet-août 2005
- Autisme-économie, divers textes critiques sur la théorie néoclassique : théorie de la répartition, agent représentatif, critique de manuels…
- Autisme-économie, « À quoi sert la microéconomie? », 2000

#### Livres
- (fr) Steve Keen (2014), L’Imposture économique (traduit de Debunking Economics (en)), Les Éditions de l'Atelier
- (fr) Bernard Guerrien et Emmanuelle Bénicourt (2008), La théorie économique néoclassique, La Découverte
- (en) Thorstein Veblen, « The preconception of Economic Science » (Part III). Article publié initialement dans l'American Economic Review de février 1900. Le présent article utilise la reprise figurant dans le livre The Place of Science in Modern Civilization, édition 2003.
- (en) Paul Samuelson, 1955, Economics, McGraw-Hill
- (en) Arrow, Kenneth J. et Frank Hahn (trad. de l'anglais), General Competitive Analysis, San Francisco, Holden-Day, 1971, 2e éd. (ISBN 978-0-8162-0275-1, LCCN 72170637) Un livre important sur la théorie de l'équilibre général de Léon Walras
- (en) E.Roy Weintraub (1974) General Equilibrium Theory
- (en) E.Roy Weintraub (2002) How Economics Became a Mathematical Science
- (en) Philip Mirowski (1989) More Heat than Light: Economics as Social Physics, Physics as Nature's Economics, Cambridge University Press